# Ruota dell'Anno

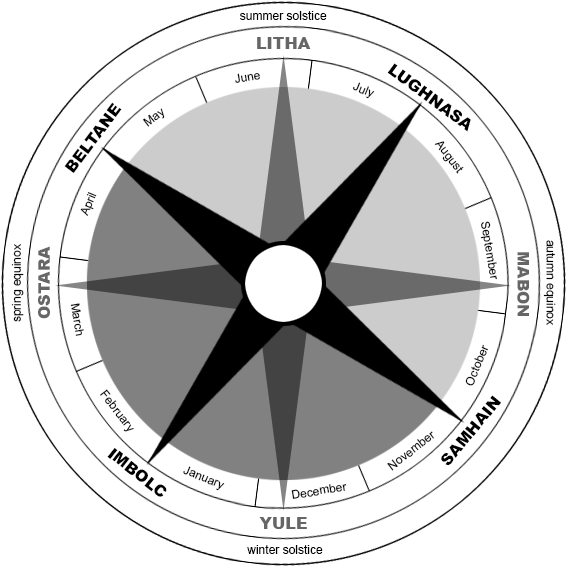
Ruota dell'anno con la collocazione approssimativa degli otto Sabbat.

Nel paganesimo e in molte religioni neopagane, la Ruota dell'Anno rappresenta il ciclo naturale delle stagioni, commemorato con la celebrazione di otto sabbat o sabba. Secondo il neopaganesimo, tutte le cose della natura sono cicliche, compreso lo scorrere del tempo che viene immaginato come una ruota che gira incessantemente; lo scorrere delle stagioni si riflette nella nostra vita: nascita, crescita, declino e morte.
Per alcune delle religioni neopagane come la Wicca, gli otto sabbat segnano otto momenti tipici lungo il percorso dell'anno e simboleggiano altrettante tappe nella vita del Dio, che nasce dalla Dea a Yule, cresce fino a diventare adulto, si unisce a lei a Beltane, regna come "Re di primavera" per poi indebolirsi e morire a Lammas (Lughnasadh).
Gli otto Sabbat in base alla loro durata si possono distinguere in quattro sabbat maggiori e quattro sabbat minori:
I quattro Sabbat maggiori sono molto probabilmente associati con i cicli dell'agricoltura e dell'allevamento, nell'antichità la loro data veniva determinata in base alla levata eliaca di alcune stelle facilmente visibili ad occhio nudo. Tradizionalmente duravano tre giorni a partire dal tramonto del giorno precedente (nella cultura celtica il giorno cominciava al tramonto).
- Samhain - celebrato attorno al 31 ottobre - Levata eliaca di Antares (Alpha Scorpii)
- Imbolc - celebrato attorno al 1º febbraio - Levata eliaca di Capella (Alpha Auriga)
- Beltane - celebrato attorno al 1º maggio - Levata eliaca di Aldebaran (Alpha Taurus)
- Lughnasadh - celebrato attorno al 1º agosto - Levata eliaca di Sirio (Alpha Canis major)

Va sottolineato come queste coincidenze astronomiche, che erano esatte nell'età del ferro, oggi non sono più corrispondenti a causa dell'effetto combinato dei fenomeni di nutazione e delle precessioni.
I quattro Sabbat minori invece venivano calcolati in base al ciclo solare e coincidono con i due solstizi e i due equinozi.
- Yule - celebrato attorno al 21 dicembre - Solstizio d'inverno
- Ostara - celebrato attorno al 20 marzo - Equinozio di primavera
- Litha - celebrato attorno al 21 giugno - Solstizio d'estate
- Mabon - celebrato attorno al 22 settembre - Equinozio d'autunno

## Origine della Ruota dell'anno
Nonostante le festività citate siano di origine antica pare che l'idea di una "Ruota dell'Anno" formalizzata in questo modo risalga a Ross Nichols che la diffuse negli anni cinquanta.
Secondo Phyllis Curott "i moderni sabba contengono elementi della tradizione celtica, gallese, nordica, italiana, babilonese, egiziana, greca e di altre antiche mitologie e tradizioni religiose misteriche"
Ci sono chiare similitudini fra i sabbat e molte feste cristiane, non è escluso che molte date per le celebrazioni cristiane fossero decise in base a diversi motivi, non ultimo la necessità di competere con le precedenti e molto sentite festività pagane. È il caso ad esempio del Natale fatto coincidere con il precedente Dies Natalis Sol invictus, o alle feste di Ognissanti e celebrazione dei defunti, fatti coincidere con il capodanno celtico di Samhain.

## I Sabbat nel neopaganesimo contemporaneo
Le date attuali in cui vengono celebrati i sabbat sono:
- Samhain - vigilia del 1º novembre: 31 ottobre come inizio dell'anno.
- Yule - vigilia del 22 dicembre: 21 dicembre
- Imbolc - vigilia del 2 febbraio: 1º febbraio
- Ostara - vigilia del 21 marzo: 20 marzo
- Beltane - vigilia del 2 maggio: 1º maggio
- Litha - vigilia del 21 giugno: 20 giugno
- Lughnasadh - vigilia del 2 agosto: 1º agosto
- Mabon - vigilia del 23 settembre: 22 settembre

Le date indicate sono valide per l'emisfero nord, dove queste feste hanno avuto origine, coloro che abitano a sud dell'equatore dovrebbero cambiare le date di conseguenza, per riflettere l'andamento stagionale del loro emisfero (in pratica traslando ogni ricorrenza di sei mesi). Ad esempio, in Australia Samhain andrebbe celebrato il primo maggio, mentre in Germania si celebrerebbe contemporaneamente Beltane.
Per sottolineare quanto queste festività siano legate ai cicli stagionali della natura, Fred Lamond in Fifty Years of Wicca, evidenzia non solo la differenza che ci deve essere tra l'emisfero nord e l'emisfero sud del mondo, bensì anche le differenze che possono esistere all'interno di uno stesso continente: ad esempio in Europa la festa di Beltane sarebbe più appropriato festeggiarla a fine marzo nei paesi Mediterranei, visto che già in questo periodo il freddo invernale è stato sostituito dai tepori primaverili ed è perciò possibile stare all'aperto di notte; andrebbe festeggiata ai primi di maggio nei paesi dell'Europa Continentale ed Atlantica (come già effettivamente avviene); mentre andrebbe celebrata a fine giugno in Scandinavia e nell'Europa di nord-est, dove la primavera e le temperature più miti arrivano molto tardi.
Schema riassuntivo
| Sabbat     | Data nell'emisfero settentrionale | Data nell'emisfero meridionale | Origini Storiche              | Associazioni astronomiche                  | Celebrazioni | Similitudini e prossimità con altre feste |
| ---------- | --------------------------------- | ------------------------------ | ----------------------------- | ------------------------------------------ | --- | --- |
| Samhain    | 31 ottobre o 1 novembre           | 30 aprile o 1 maggio           | Calendario celtico            | Levata eliaca di Antares (Alpha Scorpii)   | Capodanno celtico. Meditazione sulla Morte e commemorazione degli antenati. Raccolto degli ultimi frutti e delle bacche. Ricovero degli animali nelle stalle e negli ovili, con macellazione di quelli in eccesso. | Halloween, Tutti i santi |
| Yule       | 21 o 22 dicembre                  | 20 o 21 giugno                 | Paganesimo Germanico e Romano | Solstizio d'inverno                        | Rinascita simbolica del sole. Nascita del nuovo Dio bambino. | Saturnali, Sol Invictus, Natale |
| Imbolc     | 1 o 2 febbraio                    | 1 o 2 agosto                   | Calendario celtico (Brigid)   | Levata eliaca di Capella (Alpha Auriga)    | Festa di purificazione. Primi segni della Primavera. Gli agnelli appena nati fanno le prime poppate. Alcuni animali escono dal letargo. La Dea torna sulla Terra completamente rinnovata dal suo viaggio.          | Candelora, Santa Brigida, Carnevale |
| Ostara     | 20 o 21 marzo                     | 22 o 23 settembre              | Paganesimo Germanico (Eostre) | Equinozio di Primavera                     | Il Dio è l'Uomo Verde del bosco, giovane e selvaggio. | Quaresima, Pasqua |
| Beltane    | 30 aprile o 1 maggio              | 31 ottobre o 1 novembre        | Calendario celtico            | Levata eliaca di Aldebaran (Alpha Taurus)  | La piena fioritura della primavera. In alcune tradizioni nozze sacre delle divinità Accoppiamento del Dio con la Dea che resta ingravidata.                                                                        | Calendimaggio |
| Litha      | 20 o 21 giugno                    | 21 o 22 dicembre               | Probabili origini Neolitiche  | Solstizio d'estate                         | Raccolta delle erbe e della rugiada. In alcune tradizioni nozze della Dea e del Dio. | Notte di San Giovanni, Festa di San Giovanni |
| Lughnasadh | 1 o 2 agosto                      | 1 o 2 febbraio                 | Calendario celtico (Lúg)      | Levata eliaca di Sirio (Alpha Canis major) | Raccolto del grano. Il Dio accetta di sacrificarsi. | Nell'antica Roma il Ferragosto veniva celebrato il primo giorno d'agosto.                                                                                       |
| Mabon      | 22 o 23 settembre                 | 20 o 21 marzo                  | Mitologia gallese             | Equinozio d'Autunno                        | Raccolto dei frutti, vendemmia. La Dea compie il viaggio nell'Oltretomba per raggiungere il Dio, divenuto l'oscuro signore della morte e della rinascita.                                                          | Nel Cristianesimo le festività che più si avvicinano a questa data, seppur con un notevole scarto, sono la Natività di Maria e l'Esaltazione della Santa Croce. |